# Élections municipales de 2026 dans la Haute-Marne
Pour un article plus général, voir Élections municipales françaises de 2026.
Les élections municipales dans la Haute-Marne sont prévues en mars 2026. Cette page ne traite que les communes de 1 500 habitants et plus dans la Haute-Marne.

## Résultats à l'échelle du département

### Maires sortants et maires élus
| Commune                          | Population (en 2022) | Maire sortant(e)       | Parti | Parti | Maire élu(e) | Parti | Parti |
| -------------------------------- | -------------------- | ---------------------- | ----- | ----- | ------------ | ----- | ----- |
| Bettancourt-la-Ferrée            | 1 797                | Dominique Laurent      |       | DVG   |              |       |       |
| Bologne                          | 1 836                | Maxence Lemoine        |       | SE    |              |       |       |
| Bourbonne-les-Bains              | 1 969                | André Noirot           |       | LR    |              |       |       |
| Chalindrey                       | 2 347                | Jean-Pierre Garnier    |       | PS    |              |       |       |
| Châteauvillain                   | 1 512                | Marie-Claude Lavocat   |       | DVD   |              |       |       |
| Chaumont                         | 21 418               | Christine Guillemy     |       | MoDem |              |       |       |
| Éclaron-Braucourt-Sainte-Livière | 2 011                | Jean-Yves Marin        |       | DVD   |              |       |       |
| Eurville-Bienville               | 2 001                | Virginie Gerevic       |       | SE    |              |       |       |
| Joinville                        | 2 944                | Bertrand Ollivier      |       | DVD   |              |       |       |
| Langres                          | 7 683                | Anne Cardinal          |       | PS    |              |       |       |
| Nogent                           | 3 562                | Thierry Ponce          |       | DVD   |              |       |       |
| La Porte du Der                  | 2 112                | Jean-Jacques Bayer     |       | DVD   |              |       |       |
| Saint-Dizier                     | 22 811               | Quentin Brière         |       | LR    |              |       |       |
| Val-de-Meuse                     | 1 807                | Romary Didier          |       | DVD   |              |       |       |
| Wassy                            | 2 776                | Jean-Alain Charpentier |       | SE    |              |       |       |

### Résultats en nombre de maires
| Partis       | Partis              | Maires sortants | Maires élus | Évolution |
| ------------ | ------------------- | --------------- | ----------- | --------- |
|              | Divers droite       | 6               |             |           |
|              | Les Républicains    | 2               |             |           |
| Total droite | Total droite        | 8               |             |           |
|              | Parti socialiste    | 2               |             |           |
|              | Divers gauche       | 1               |             |           |
| Total gauche | Total gauche        | 3               |             |           |
|              | Mouvement démocrate | 1               |             |           |
| Total centre | Total centre        | 1               |             |           |
|              | Sans étiquette      | 3               |             |           |
| Total        | Total               | 15              | 15          | -         |

## Résultats dans les communes de plus de 1 500 habitants

### Bettancourt-la-Ferrée
- Maire sortant : Dominique Laurent (DVG)
- 19 sièges à pourvoir au conseil municipal (population légale 2022 : 1 797 habitants)
- 2 sièges à pourvoir au conseil communautaire (CA Saint-Dizier, Der et Blaise)

| Tête de liste | Tête de liste | Parti(s) | Nuance | Premier tour | Premier tour | Second tour | Second tour | Sièges | Sièges |
| Tête de liste | Tête de liste | Parti(s) | Nuance | Voix         | %            | Voix        | %           | CM     | CC     |
| ------------- | ------------- | -------- | ------ | ------------ | ------------ | ----------- | ----------- | ------ | ------ |

### Bologne
- Maire sortant : Maxence Lemoine (SE)
- 19 sièges à pourvoir au conseil municipal (population légale 2022 : 1 836 habitants)
- 2 sièges à pourvoir au conseil communautaire (CA de Chaumont)

| Tête de liste | Tête de liste | Parti(s) | Nuance | Premier tour | Premier tour | Second tour | Second tour | Sièges | Sièges |
| Tête de liste | Tête de liste | Parti(s) | Nuance | Voix         | %            | Voix        | %           | CM     | CC     |
| ------------- | ------------- | -------- | ------ | ------------ | ------------ | ----------- | ----------- | ------ | ------ |

### Bourbonne-les-Bains
- Maire sortant : André Noirot (LR)
- 19 sièges à pourvoir au conseil municipal (population légale 2022 : 1 969 habitants)
- 8 sièges à pourvoir au conseil communautaire (CC des Savoir-Faire)

| Tête de liste | Tête de liste | Parti(s) | Nuance | Premier tour | Premier tour | Second tour | Second tour | Sièges | Sièges |
| Tête de liste | Tête de liste | Parti(s) | Nuance | Voix         | %            | Voix        | %           | CM     | CC     |
| ------------- | ------------- | -------- | ------ | ------------ | ------------ | ----------- | ----------- | ------ | ------ |

### Chalindrey
- Maire sortant : Jean-Pierre Garnier (PS)
- 19 sièges à pourvoir au conseil municipal (population légale 2022 : 2 347 habitants)
- 9 sièges à pourvoir au conseil communautaire (CC des Savoir-Faire)

| Tête de liste | Tête de liste | Parti(s) | Nuance | Premier tour | Premier tour | Second tour | Second tour | Sièges | Sièges |
| Tête de liste | Tête de liste | Parti(s) | Nuance | Voix         | %            | Voix        | %           | CM     | CC     |
| ------------- | ------------- | -------- | ------ | ------------ | ------------ | ----------- | ----------- | ------ | ------ |

### Châteauvillain
- Maire sortante : Marie-Claude Lavocat (DVD)
- 19 sièges à pourvoir au conseil municipal (population légale 2022 : 1 512 habitants)
- 8 sièges à pourvoir au conseil communautaire (CC des Trois Forêts)

| Tête de liste | Tête de liste | Parti(s) | Nuance | Premier tour | Premier tour | Second tour | Second tour | Sièges | Sièges |
| Tête de liste | Tête de liste | Parti(s) | Nuance | Voix         | %            | Voix        | %           | CM     | CC     |
| ------------- | ------------- | -------- | ------ | ------------ | ------------ | ----------- | ----------- | ------ | ------ |

### Chaumont
- Maire sortante : Christine Guillemy (MoDem), ne se représente pas[2].
- 35 sièges à pourvoir au conseil municipal (population légale 2022 : 21 418 habitants)
- 34 sièges à pourvoir au conseil communautaire (CA de Chaumont)

| Tête de liste            | Tête de liste | Parti(s) | Nuance | Premier tour | Premier tour | Second tour | Second tour | Sièges | Sièges |
| Tête de liste            | Tête de liste | Parti(s) | Nuance | Voix         | %            | Voix        | %           | CM     | CC     |
| ------------------------ | ------------- | -------- | ------ | ------------ | ------------ | ----------- | ----------- | ------ | ------ |
|                          | Sylvain Demay | LO       |        |              |              |             |             |        |        |
|                          | Paul Fournié, | SE       |        |              |              |             |             |        |        |
|                          |               |          |        |              |              |             |             |        |        |
| Exprimés                 |               |          |        |              |              |             |             |        |        |
| Votes blancs             |               |          |        |              |              |             |             |        |        |
| Votes nuls               |               |          |        |              |              |             |             |        |        |
| Total                    | Total         | Total    | Total  |              | 100          |             | 100         | 35     | 34     |
| Absentions               |               |          |        |              |              |             |             |        |        |
| Inscrits / participation |               |          |        |              |              |             |             |        |        |

### Éclaron-Braucourt-Sainte-Livière
- Maire sortant : Jean-Yves Marin (DVD)
- 19 sièges à pourvoir au conseil municipal (population légale 2022 : 2 011 habitants)
- 2 sièges à pourvoir au conseil communautaire (CA Saint-Dizier, Der et Blaise)

| Tête de liste | Tête de liste | Parti(s) | Nuance | Premier tour | Premier tour | Second tour | Second tour | Sièges | Sièges |
| Tête de liste | Tête de liste | Parti(s) | Nuance | Voix         | %            | Voix        | %           | CM     | CC     |
| ------------- | ------------- | -------- | ------ | ------------ | ------------ | ----------- | ----------- | ------ | ------ |

### Eurville-Bienville
- Maire sortante : Virginie Gerevic (SE)
- 19 sièges à pourvoir au conseil municipal (population légale 2022 : 2 001 habitants)
- 2 sièges à pourvoir au conseil communautaire (CA Saint-Dizier, Der et Blaise)

| Tête de liste | Tête de liste | Parti(s) | Nuance | Premier tour | Premier tour | Second tour | Second tour | Sièges | Sièges |
| Tête de liste | Tête de liste | Parti(s) | Nuance | Voix         | %            | Voix        | %           | CM     | CC     |
| ------------- | ------------- | -------- | ------ | ------------ | ------------ | ----------- | ----------- | ------ | ------ |

### Joinville
- Maire sortant : Bertrand Ollivier (DVD)
- 23 sièges à pourvoir au conseil municipal (population légale 2022 : 2 944 habitants)
- 13 sièges à pourvoir au conseil communautaire (CC du Bassin de Joinville en Champagne)

| Tête de liste | Tête de liste | Parti(s) | Nuance | Premier tour | Premier tour | Second tour | Second tour | Sièges | Sièges |
| Tête de liste | Tête de liste | Parti(s) | Nuance | Voix         | %            | Voix        | %           | CM     | CC     |
| ------------- | ------------- | -------- | ------ | ------------ | ------------ | ----------- | ----------- | ------ | ------ |

### Langres
- Maire sortante : Anne Cardinal (PS)
- 29 sièges à pourvoir au conseil municipal (population légale 2022 : 7 683 habitants)
- 22 sièges à pourvoir au conseil communautaire (CC du Grand Langres)

| Tête de liste | Tête de liste | Parti(s) | Nuance | Premier tour | Premier tour | Second tour | Second tour | Sièges | Sièges |
| Tête de liste | Tête de liste | Parti(s) | Nuance | Voix         | %            | Voix        | %           | CM     | CC     |
| ------------- | ------------- | -------- | ------ | ------------ | ------------ | ----------- | ----------- | ------ | ------ |

### Nogent
- Maire sortant : Thierry Ponce (DVD)
- 27 sièges à pourvoir au conseil municipal (population légale 2022 : 3 562 habitants)
- 5 sièges à pourvoir au conseil communautaire (CA de Chaumont)

| Tête de liste | Tête de liste | Parti(s) | Nuance | Premier tour | Premier tour | Second tour | Second tour | Sièges | Sièges |
| Tête de liste | Tête de liste | Parti(s) | Nuance | Voix         | %            | Voix        | %           | CM     | CC     |
| ------------- | ------------- | -------- | ------ | ------------ | ------------ | ----------- | ----------- | ------ | ------ |

### La Porte du Der
- Maire sortant : Jean-Jacques Bayer (DVD)
- 23 sièges à pourvoir au conseil municipal (population légale 2022 : 2 112 habitants)
- 2 sièges à pourvoir au conseil communautaire (CA Saint-Dizier, Der et Blaise)

| Tête de liste | Tête de liste | Parti(s) | Nuance | Premier tour | Premier tour | Second tour | Second tour | Sièges | Sièges |
| Tête de liste | Tête de liste | Parti(s) | Nuance | Voix         | %            | Voix        | %           | CM     | CC     |
| ------------- | ------------- | -------- | ------ | ------------ | ------------ | ----------- | ----------- | ------ | ------ |

### Saint-Dizier
- Maire sortant : Quentin Brière (LR)
- 35 sièges à pourvoir au conseil municipal (population légale 2022 : 22 811 habitants)
- 32 sièges à pourvoir au conseil communautaire (CA Saint-Dizier, Der et Blaise)

| Tête de liste | Tête de liste | Parti(s) | Nuance | Premier tour | Premier tour | Second tour | Second tour | Sièges | Sièges |
| Tête de liste | Tête de liste | Parti(s) | Nuance | Voix         | %            | Voix        | %           | CM     | CC     |
| ------------- | ------------- | -------- | ------ | ------------ | ------------ | ----------- | ----------- | ------ | ------ |

### Val-de-Meuse
- Maire sortant : Romary Didier (DVD)
- 19 sièges à pourvoir au conseil municipal (population légale 2022 : 1 807 habitants)
- 5 sièges à pourvoir au conseil communautaire (CC du Grand Langres)

| Tête de liste | Tête de liste | Parti(s) | Nuance | Premier tour | Premier tour | Second tour | Second tour | Sièges | Sièges |
| Tête de liste | Tête de liste | Parti(s) | Nuance | Voix         | %            | Voix        | %           | CM     | CC     |
| ------------- | ------------- | -------- | ------ | ------------ | ------------ | ----------- | ----------- | ------ | ------ |

### Wassy
- Maire sortant : Jean-Alain Charpentier (SE)
- 23 sièges à pourvoir au conseil municipal (population légale 2022 : 2 776 habitants)
- 3 sièges à pourvoir au conseil communautaire (CA Saint-Dizier, Der et Blaise)

| Tête de liste | Tête de liste | Parti(s) | Nuance | Premier tour | Premier tour | Second tour | Second tour | Sièges | Sièges |
| Tête de liste | Tête de liste | Parti(s) | Nuance | Voix         | %            | Voix        | %           | CM     | CC     |
| ------------- | ------------- | -------- | ------ | ------------ | ------------ | ----------- | ----------- | ------ | ------ |